# 473
473 (CDLXXIII) fue un año común comenzado en lunes del calendario juliano, en vigor en aquella fecha.
En el Imperio romano, el año fue nombrado el del consulado de León sin colega, o menos comúnmente, como el 1226 Ab urbe condita, adquiriendo su denominación como 473 a principios de la Edad Media, al establecerse el anno Domini.

## Acontecimientos
- Glicerio reemplaza a Anicio Olibrio como Emperador romano.
- Gundebaldo se convierte en rey de los burgundios.
- León II, asociado al trono de Oriente; reinará como emperador al año siguiente.

## Nacimientos
- Millán: religioso eremita riojano, santo y patrón de los reinos de Castilla de Navarra,  y copatrón de España, además de otras localidades de este país.